# Oscar Hedin
Oscar Hedin, född 5 april 1972, är en svensk journalist och dokumentärfilmare. 
Hedin inledde sin journalistiska karriär på resemagasinet Vagabond och har sedan producerat flera uppmärksammade dokumentärfilmer för Sveriges Television, bland andra De glömda flickorna (2001), Terrorkommandot (2002), I nationens intresse (2003), Svenskt guld (2003), Vargjägarna (2004), Assyriska : landslag utan land (2005), Utmanaren (2006). Hans första film som visades på biograf var Det svider i hjärtat (2007) som handlar om en grupp unga islamister i Sverige. Filmen nominerades till Guldbaggen 2007 för bästa dokumentärfilm.